# باهماد آزادگان
باهماد آزادگان نام گروهی از هواداران احمد کسروی است که در حیات او و پس از آن در راه اشاعه اندیشه‌های اجتماعی و سکولار احمد کسروی موسوم به «پاک‌دینی» فعالیت می‌کردند.

## بنیان‌گذاری

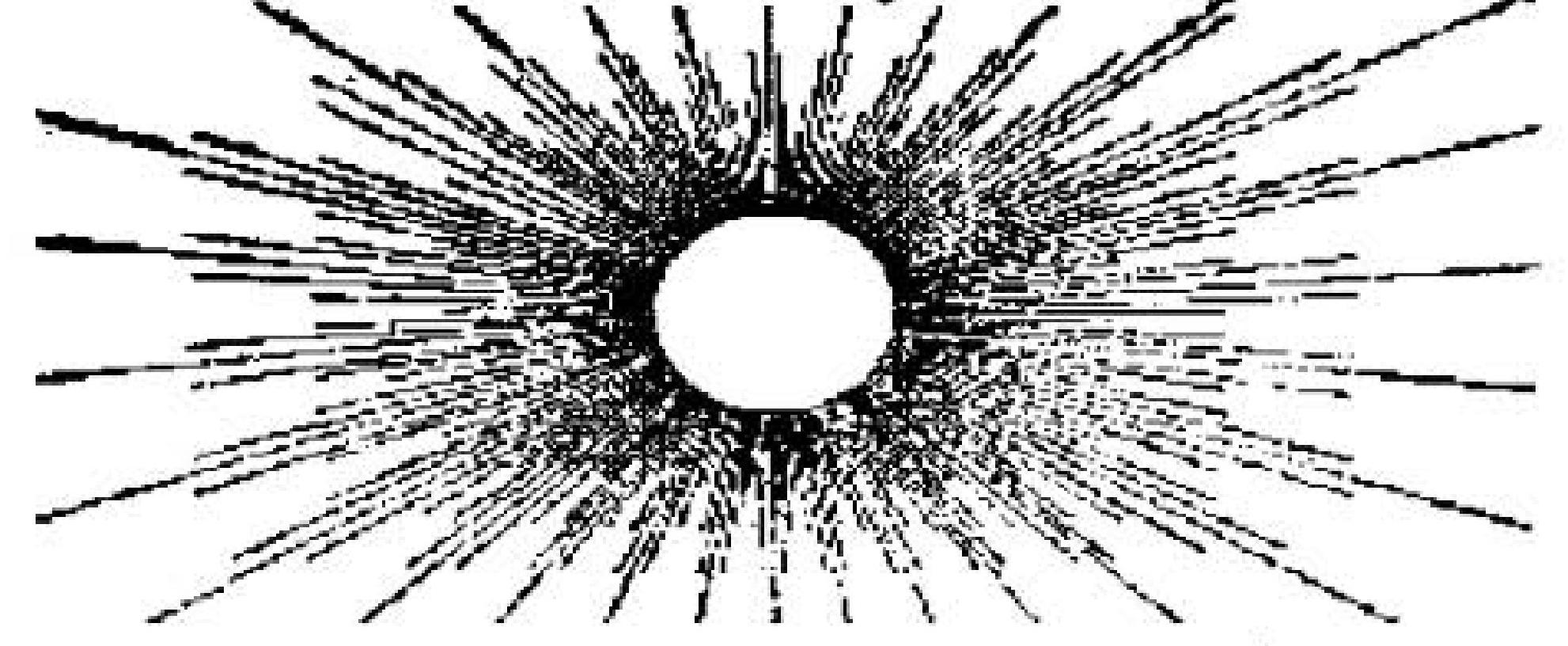
نشان باهماد آزادگان و پاک‌دینی که روی کتاب‌های کسروی نیز چاپ می‌شد.

در دوران پس از شهریور ۱۳۲۰ خورشیدی، احمد کسروی جمعیت «باهماد آزادگان» را راه‌اندازی کرد. وی هم‌چنین از فروردین ۱۳۲۲ خورشیدی نشریه پرچم را به عنوان ارگان اطلاع‌رسانی این جمعیت منتشر می‌کرد. رضا مرزبان در کنار احمد کسروی یکی از بنیان‌گذاران این گروه بود و آن را تا سال ۱۳۲۵ اداره می‌کرد.
انجمن باهماد آزادگان به اصولی پیش‌رور در عصر خود معتقد بود، از اصلاحات ارضی حمایت می‌کرد و خواستار حقوق بیشتری، از جمله «کشف حجاب و حق طلاق» برای زنان ایرانی بود.

### واژه‌شناسی
واژه «باهماد» که کسروی برای نخستین بار در زبان پارسی به کار برده، واژه ای برگرفته از دو بخش باهم + آد باشد که آد پسوندی به معنای «بهم بودن چند کس برای کاری» را می‌دهد و از پسوندهایی است که کسروی خود گزارده‌است.
در کتاب زبان پاک - که شامل پیشنهادهایی برای بهبود زبان پارسی است - واژه «باهماد» به عنوان معادلی برای «جمعیت» و «حزب» آورده شده که معادل پارسی درستی نداشته. اگر هم تا آن زمان «گروه» را به کار می‌برده‌اند، غلط است و گروه به معنای عده ای از مردم است که بدون یک خواست همگانی گرد هم آمده باشند
همچنین از دید کسروی واژه «دسته» به این معنی نزدیک است اما توانایی رساندن مفهوم یک حزب سیاسی را ندارد زیرا «حزب» آن را نامند که گروهی از آدمیان اندیشه مشترکی ای را در سر دارند و برای رسیدن به آرمان‌های مشخصی با یکدیگر دست دهند و به آن بکوشند، پس کسروی برای مفهوم «اجتماع»، کارواژه «باهمیدن» و «فراهمیدن» را آورد، و با بکارگیری پسوند «آد»، دو واژه «باهماد» و «فراهماد» را به مفهوم «جمعیت» و «حزب» آورد. همچنین این واژه در فرهنگ‌های سره نویسان نیز وارد شده و مورد استفاده قرار گرفته است.

## «جشن کتاب‌سوزان» جنبش پاک‌دینی
احمد کسروی و پیروانش در انجمن باهماد آزادگان، در چله زمستان (اول دی‌ماه) مراسمی را تحت عنوان «جشن کتاب‌سوزان» راه می‌انداختند. کتاب‌هایی که از سوی آنان غیراخلاقی و مضر تشخیص داده می‌شد، در مراسمی سالانه به درون آتش افکنده می‌شدند.

وی و پیروانش در انجمن باهماد آزادگان در روز اول دی‌ماه کتاب‌هایی را که زیانبار می‌دانستند طی مراسمی می‌سوزاندند. احمد کسروی در یکی از مراسم‌ها چنین می‌گوید:
«من آشکارا می‌گویم بسیاری از کتابهایی که نزد دیگران ارجمند است ما به آتش میندازیم! اینک کتاب‌ها روی میز چیده شده درمیان آن‌ها گلستان و بوستان سعدی، دیوان حافظ، و مفاتیح‌الجنان و مانند اینها است و همه آن‌ها درخور آتش است»